# Thomas Owen
Thomas Owen, pseudoniem van  Gérald Bertot (Leuven, 22 juli 1910 - Etterbeek, 1 maart 2002), was een Belgische Franstalige schrijver.

## Biografie

### Jeugd en opleiding
Gérald Bertot werd in Leuven geboren. Zijn vader was advocaat.  
Hij deed zijn middelbare studies in het Sint-Michielscollege van Brussel. Hij schreef artikels in het schoolblad "La Jeunesse". Op die manier kwam hij in contact met de schrijver Jean Ray die hem aanmoedigde om verder te schrijven en waarmee hij ook later een vriendschappelijke band onderhield.
Na een jaar studies filosofie, ging hij rechten studeren aan de universiteit van Leuven en behaalt in 1932 zijn diploma. Aan de universiteit richtte hij een tijdschrift op, "La parole universitaire", dat een tiental jaar zou bestaan en waarin hij zeer actief was. Hij schreef ondertussen ook onder het pseudoniem "Mr. Arsène" humoristische kronieken in het dagblad "Le XXième siècle".

### Directeur maalderij
In 1933 trouwde hij met Juliette Ardies en in 1934 ging hij werken bij "Molens Drie Fonteinen", een  grote industriële maalderij, eigendom van zijn groot-oom, langs het kanaal in het Vilvoordse gehucht Drie Fonteinen. Hij zou daar  drieënveertig jaar in dienst blijven en er directeur worden. 
Hij werd tevens algemeen voorzitter  van de vereniging van Belgische maalders en vanaf 1979 ook van de Europese Groep van maalderijverenigingen 
In die hoedanigheid diende hij in de periode 1950 tot 1979 veel reizen te maken, overal in Europa en in de Verenigde staten. Vooral de Balkan maakte een grote indruk op hem.

### Kunstcriticus
Onder impuls van zijn vriend William Ugeux, de directeur van Le XXième siècle, startte hij in 1933 zijn carrière van kunstcriticus onder het pseudoniem Stéphane Rey in La Libre Belgique en L'Écho. Hij zou dat meer dan 60 jaar zal doen en ongeveer 20.000 artikelen schrijven.
In 1939 werd hij gemobiliseerd en in mei 1940, na de capitulatie van Belgisch leger, werd hij krijgsgevangene. Hij werd echter alvlug vrij gelaten en kon hij een deportatie vermijden. 

### Detectiveromans
Stanislas-André Steeman moedigde hem aan detectiveromans te schrijven, een genre dat in die periode niet erg beschikbaar was. Dit kwam goed uit, want hj zat tijdelijk zonder werk omdat zijn graanmolen in Vilvoorde verwoest was.
Van 1941 tot 1943 publiceerde hij verschillende korte verhalen en detectiveromans, voor de collectie "Le Jury". Hij verandert in de loop van 1942 van pseudoniem en kiest nu voor het Engelse "Thomas Owen", de held uit zijn eerste roman, een naam die hij had gevonden in een cataloog van een boekhandel.

### Fantastische romans
vanaf 1943 ging hij ook fantastische romans schrijven, met "Chemins Etranges" als eerste. Vanaf 1945 schreef hij nog enkel in het genre dat hem zou kenmerken: 
Met dit specifieke genre, verhalen en horrorverhalen kreeg hij erkenning bij het grote publiek. Zijn fantastische korte verhalen dompelen ons onder in een universum dat voortdurend in botsing komt met horror en het irrationele, gekenmerkt door fantasie, ironie en sensualiteit. Sommige van zijn werken werden verfilmd.

### Fantasmagie
In december 1958 was hij samen met Pol Le Roy en André Van Wassenhove, Jean-Jacques Gailliard, Robert Geenens en Marc Eemans betrokken bij de oprichting van het "Centre internationale de l'Actualité fantastique et magique" (CIAFMA), beter bekend als Fantasmagie, een initiatief van Aubin Pasque en Serge Hutin.De nadruk lag op  esoterische kunst, met veel aandacht voor het mysterieuze en antieke mythes. Tevens wilden ze de bewustmaking over gevaarlijke tendensen binnen de maatschappij creëren en als reactie de esoterische magische en fantastische schilderkunst en letterkunde promoten.  De eerste activiteit van de groep was een speciaal nummer van het Antwerpse tijdschrift De Tafelronde.  Dit werd gevolgd door een eigen driemaandelijkse Franstalig literair en artistiek tijdschrift, uitgegeven van 1959 tot 1979,  met de naam Fantasmagie. De artistieke groep rond Fantasmagie organiseerde verschillende tentoonstellingen in België en in het buitenland, met een zeer ruim deelnemersveld, waaronder bijvoorbeeld Leonor Fini.

### Zeeëgel in Knokke
Rond 1965 ontwierp zijn vriend, de architect Jacques Dupuis voor hem een villa in Knokke Zoute met de naam "Zeeëgel". Deze villa werd in 2004 als monument erkend.

### Overlijden
Thomas Owen overleed op 2 maart 2002, de internationale boekenbeurs in Brussel was juist bezig.  LHij was tot het einde van zijn leven alert en bezig met schrijven. 

## Onderscheidingen
1950: Zijn boek "Le Jeu secret" won de prijs van  Brabant.
1952: "Bagatelles douces" werd door het dagblad New York Herald Tribune geklasseerd als één van 56 beste romans van de wereld.   
1972: Zij boek "La Truie" ontving de prijs "Sander Pierron" van de Koninklijk Academie voor Franse taal en Letterkunde van België.
Hij was van 1972 - 1978  jurylid van "Marabout", die de prijs Jean Ray uitreikte.   
In 1976 werd hij lid van  Koninklijke Academie voor Franse Taal- en Letterkunde van België .    

## Oeuvre

### Onder het pseudoniem Stéphane Rey
- 1941: Gordon Oliver mène l'enquête (Les Heures bleues N°13)
- 1941: Ce soir, 8 heures (A. Beirnaerdt - Le Jury N°16)

### Onder het pseudoniem Thomas Owen
- 1942: Destination Inconnue (A. Beirnaerdt - Le Jury N°28)
- 1942: Un crime "swing (A. Beirnaerdt - Le Jury N°36)
- 1942: Le Nez de Cléopâtre (A. Beirnaerdt - Le Jury N°42)
- 1942: Duplicité, avec Elie Lanotte (Le Sphinx)
- 1942: L'Initiation à la peur (Les Auteurs Associés)
- 1943: Les Espalard (De Kogge)
- 1943: Les Chemins étranges (De Kogge) - (NéO, 1985) - (Lefrancq, 1996)
- 1943: Hötel meublé (Les Auteurs Associés) - (Walter Beckers, 1973)
- 1944: Le Livre Interdit (De Kogge) - (Le Cri Vander, 1982)
- 1945: Les Invités de 8 heures (Meddens & Co)
- 1945: La Cave aux crapauds (La Boétie) - (Marabout, 1963 et 1974) - (NéO, 1986) - (Lefrancq, 1997) - (La Renaissance du Livre, 2000)
- 1948: Portrait d'une dame de qualité (Les Argonautes)
- 1950: Le Jeu secret (La Renaissance du Livre) - (La Renaissance du Livre, 2000) - (Luc Pire/Espace Nord, 2008)
- 1958: Le Coffret (L'Atelier du Livre)
- 1961: Pitié pour les ombres (La Renaissance du livre) - (Marabout, 1973) - (Lefrancq, 1996)
- 1966: Cérémonial nocturne (Marabout) - (NéO, 1986) - (Lefrancq, 1996)
- 1970: La Truie (Marabout) - (Labor, 1987)
- 1975: Le Rat Kavar (Marabout, 1975)
- 1976: Les Maisons suspectes (Éditions Jacques Antoine) - (Marabout, 1978)
- 1980: Le Livre noir des merveilles  (Casterman)
- 1982: Les Grandes personnes  (La Rose de Chêne) - (La Renaissance du Livre, 2000)
- 1983: Les Chambres secrètes (Éditions Delta)
- 1984: Les Fruits de l'orage (Éditions Lorelei)
- 1984: Les Sept péchés capitaux (Éditions Jacques Antoine)
- 1990: Carla hurla (La Rose de Chêne)
- 1990: Le Tétrastome (Lefebvre & Gillet, 1988) - (Bernard Gilson/Pré aux sources, 1990) - (La Renaissance du Livre, 2000)
- 1994: La Ténèbre (Lefrancq)
- 1998: Contes à l'encre de la nuit (Labor)
- 2011 La Porte oblique et autres secrets (Murmure des soirs)

## Voorwoorden
- Jean-Louis Monod, L'Appel, Yverdon-les-Bains, éd. des Egraz, 1973.
- Mariette Salbeth, Tarot images, Bruxelles, éd. La Cagouille, 1987.

## Verfilmingen
- Les Invités de huit heures (1946) van Gaston Schoukens, 88 minuten
- La Présence désolée (1965) van André Cavens, 15 minuten, gedraaid in Le Grand-Hornu.
- Pitié pour une ombre (1967) van Lucien Deroisy, 28 minuten, met een gastrol voor Jacques Brel. gedraaid in Het kasteel van Seneffe.
- La Princesse vous demande (1967) van Jean Delire, 27 minuten, met Philippe de Chérisey en gastrol van Maurice Béjart. gedraaid in Het kasteel van Rixensart.
- Les Symptômes (1974) van José Ramón Larraz, 91 minuten
- Vampyres (1974) van José Ramón Larraz, 81 minuten
- Meurtres à domicile (1982) van Marc Lobet, 90 minuten, naar "Hôtel meublé"
- Hostel Party (1990) van Roland Lethem, 11 minuten, met Olivier Gourmet

## Notities en referenties
- Bibsys: 90144368
- Biblioteca Nacional de España: XX866291
- Bibliothèque nationale de France: cb11918321s (data)
- CiNii: DA05230879
- Gemeinsame Normdatei: 11951298X
- International Standard Name Identifier: 0000 0001 0918 1758
- Library of Congress Control Number: n85190590
- Nationale Bibliotheek van Letland: 000121701
- Bibliotheek van het Japanse parlement: 00472626
- Nationale Bibliotheek van Tsjechië: mzk2008448895
- Nationale Bibliotheek van Israël: 987007266232505171
- Nederlandse Thesaurus van Auteursnamen: 069025215
- Réseau des bibliothèques de Suisse occidentale: 02-A012490681
- RKD-Nederlands Instituut voor Kunstgeschiedenis: 443254
- Système universitaire de documentation: 027054810
- Virtual International Authority File: 77127217
- WorldCat: E39PBJdRwPCY6WV8FcPWYRJMT3